# Нива (Валдайский район)
Нива — деревня в Валдайском муниципальном районе Новгородской области, входит в Ивантеевское сельское поселение.

## История
В 1964 г. Указом Президиума ВС РСФСР деревня Небылицы переименована в Ниву.

## Население
| 2010 |
| ---- |
| 0    |